# Profesionalen Futbolen Klub Liteks Loveč 2014-2015
Questa voce raccoglie le informazioni riguardanti il Profesionalen Futbolen Klub Liteks Loveč nelle competizioni ufficiali della stagione 2014-2015.

## Stagione
Il Liteks Loveč ha cominciato la stagione con Krasimir Balăkov come allenatore. Il club, militante nell'A PFG, avrebbe affrontato anche l'Europa League 2014-2015, partendo dal primo turno di qualificazione. In questa stagione, dopo aver eliminato i moldavi del Veris Chișinău, la squadra è stata sconfitta al secondo turno di qualificazione dagli ungheresi del Diósgyőr.
Nella Kupa na Bălgarija 2014-2015, il Liteks Loveč ha raggiunto i quarti di finale del torneo, venendo eliminato dal Ludogorec. Per quanto concerne invece il campionato, la squadra ha chiuso la stagione regolare al 3º posto in graduatoria, venendo così inclusa nella poule scudetto. Il Liteks Loveč ha chiuso questa fase al 4º posto, qualificandosi per l'Europa League 2015-2016 poiché il Lokomotiv Sofia – arrivato al 3º posto – non ha ottenuto la licenza UEFA.

## Maglie e sponsor
Lo sponsor tecnico per la stagione 2014-2015 è stato Adidas, mentre lo sponsor ufficiale è stato Prima. La divisa casalinga è stata composta da una divisa completamente arancione, con rifiniture nere. Quella da trasferta era invece totalmente verde, con rifiniture bianche.
| Casa | Trasferta |

## Rosa
| N. |                       | Ruolo | Calciatore          |
| -- | --------------------- | ----- | ------------------- |
| 1  | Bulgaria (bandiera)   | P     | Marin Orlinov       |
| 2  | Bulgaria (bandiera)   | D     | Iliâ Munin          |
| 3  | Bulgaria (bandiera)   | D     | Anton Nedyalkov     |
| 4  | Bulgaria (bandiera)   | D     | Galin Minkov        |
| 4  | Bulgaria (bandiera)   | C     | Emil Petrov         |
| 5  | Colombia (bandiera)   | D     | Rafa Pérez          |
| 5  | Bulgaria (bandiera)   | D     | Nikolaj Bodurov     |
| 5  | Bulgaria (bandiera)   | D     | Emil Grozev         |
| 6  | Senegal (bandiera)    | D     | Jackson Mendy       |
| 7  | Bulgaria (bandiera)   | A     | Georgi Minčev       |
| 8  | Bulgaria (bandiera)   | D     | Aleksandar Georgiev |
| 9  | Colombia (bandiera)   | A     | Wilmar Jordán       |
| 10 | Portogallo (bandiera) | C     | Paulo Regula        |
| 11 | Norvegia (bandiera)   | A     | Bjørn Maars Johnsen |
| 12 | Bulgaria (bandiera)   | P     | Aleksandar Konov    |
| 13 | Bulgaria (bandiera)   | D     | Vasil Božikov       |
| 14 | Albania (bandiera)    | C     | Armando Vajushi     |
| 15 | Bulgaria (bandiera)   | C     | Kristiân Malinov    |

| N. |                     | Ruolo | Calciatore         |
| -- | ------------------- | ----- | ------------------ |
| 16 | Bulgaria (bandiera) | D     | Strahil Popov      |
| 18 | Bulgaria (bandiera) | D     | Ilija Milanov      |
| 19 | Bulgaria (bandiera) | C     | Rumen Rumenov      |
| 21 | Bulgaria (bandiera) | C     | Aleksandăr Cvetkov |
| 23 | Bulgaria (bandiera) | D     | Ivan Goranov       |
| 24 | Bulgaria (bandiera) | C     | Petar Zlatinov     |
| 26 | Bulgaria (bandiera) | P     | Ilko Pirgov        |
| 28 | Bulgaria (bandiera) | D     | Plamen Gălăbov     |
| 30 | Bulgaria (bandiera) | P     | Evgeni Aleksandrov |
| 31 | Brasile (bandiera)  | P     | Vinícius           |
| 70 | Colombia (bandiera) | A     | Danilo Moreno      |
| 73 | Bulgaria (bandiera) | A     | Milčo Angelov      |
| 77 | Bulgaria (bandiera) | C     | Momčil Cvetanov    |
| 78 | Francia (bandiera)  | A     | Omar Kossoko       |
| 88 | Bulgaria (bandiera) | C     | Nikola Kolev       |
| 93 | Camerun (bandiera)  | D     | Petrus Boumal      |
| 99 | Bulgaria (bandiera) | A     | Kiril Despodov     |

## Calciomercato

### Sessione estiva
| Arrivi | Arrivi        | Arrivi                 | Arrivi     |
| R.     | Nome          | da                     | Modalità   |
| ------ | ------------- | ---------------------- | ---------- |
| P      | Vinícius      | Athl. Paranaense       | definitivo |
| D      | Petrus Boumal |                        | svincolato |
| D      | Jackson Mendy |                        | svincolato |
| A      | Milčo Angelov | PSFK Černomorec Burgas | definitivo |
| A      | Omar Kossoko  |                        | svincolato |

| Partenze | Partenze          | Partenze         | Partenze   |
| R.       | Nome              | a                | Modalità   |
| -------- | ----------------- | ---------------- | ---------- |
| P        | Ilko Pirgov       | Černo More Varna | definitivo |
| D        | Džemal Berberović | Sarajevo         | definitivo |
| D        | Nikolaj Bodurov   | Fulham           | definitivo |
| D        | Jürgen Gjasula    |                  | svincolato |
| D        | Plamen Nikolov    |                  | svincolato |
| C        | Simeon Slavčev    | Sporting Lisbona | definitivo |
| C        | Momčil Cvetanov   | Botev Plovdiv    | definitivo |
| A        | Miroslav Manolov  |                  | svincolato |

### Sessione invernale
| Arrivi | Arrivi              | Arrivi      | Arrivi     |
| R.     | Nome                | da          | Modalità   |
| ------ | ------------------- | ----------- | ---------- |
| D      | Iliâ Munin          | Beroe       | definitivo |
| D      | Rafa Pérez          | Portuguesa  | definitivo |
| C      | Paulo Regula        | Olhanense   | prestito   |
| A      | Bjørn Maars Johnsen | Atlético CP | definitivo |

| Partenze | Partenze        | Partenze         | Partenze   |
| R.       | Nome            | a                | Modalità   |
| -------- | --------------- | ---------------- | ---------- |
| D        | Emil Grozev     | Vereja           | prestito   |
| C        | Armando Vajushi | Chievo           | definitivo |
| C        | Petar Zlatinov  | Černo More Varna | definitivo |
| A        | Wilmar Jordán   | Tianjin Teda     | definitivo |
| A        | Omar Kossoko    |                  | svincolato |

## Risultati

### A PFG

#### Girone di andata
| Arbitro: | Stoyanov |

|  |           |                |
|  | Marcatori | 67’ Marquinhos |

| Arbitro: | Kabakov |

|                        |           |  |
| Chehoudi 24’ Genov 79’ | Marcatori |  |

| Arbitro: | Pavlov |

|                            |           |           |
| Angelov 79’ Milanov 90'+4’ | Marcatori | 7’ Kerkar |

| Arbitro: | Krastev |

|                                     |           |                                    |
| Cvetkov 2’ Baltanov 26’ Gamakov 67’ | Marcatori | 29’ Jordán 43’ Popov 45'+2’ Moreno |

| Arbitro: | Apostolov |

|                             |           |  |
| Jordán 33’, 80’ Galabov 84’ | Marcatori |  |

| Arbitro: | Yordanov |

|                                        |           |  |
| Moreno 22’ Kossoko 40’ Zlatinov 90'+4’ | Marcatori |  |

| Arbitro: | Popov |

|  |           |                                  |
|  | Marcatori | 23’ Kossoko 90'+4’ (aut.) Pirgov |

| Arbitro: | Davidov |

|                        |           |  |
| Malinov 36’ Jordán 41’ | Marcatori |  |

| Arbitro: | Popov |

|                                                               |           |               |
| Marcelinho 12’ Aleksandrov 45'+1’ Younés 63’ Wanderson 90'+1’ | Marcatori | 90'+4’ Moreno |

| Arbitro: | Yordanov |

|                               |           |  |
| Jordán 73’ Minčev 86’, 90'+2’ | Marcatori |  |

| Arbitro: | Taskov |

|                                 |           |  |
| Božikov 23’ (aut.) Kamburov 43’ | Marcatori |  |

#### Girone di ritorno
| Arbitro: | Popov |

|                          |           |  |
| Tunčev 17’ Edenilson 88’ | Marcatori |  |

| Arbitro: | Stavrov |

|                                               |           |                      |
| Božikov 7’ Vajushi 17’ (rig.) Moreno 38’, 88’ | Marcatori | 24’ Tom 64’ Jordanov |

| Arbitro: | Yordanov |

|                |           |  |
| Elias 28’, 68’ | Marcatori |  |

| Arbitro: | Apostolov |

|            |           |                      |
| Jordán 39’ | Marcatori | 45’ Jirsák 63’ Kolev |

| Arbitro: | Popov |

|  |           |                                       |
|  | Marcatori | 29’ Jordán 90’ Moreno 90'+2’ Despodov |

| Arbitro: | Stoyanov |

|                           |           |                         |
| Domovčijski 28’ Añete 44’ | Marcatori | 8’ Malinov 66’ Despodov |

| Arbitro: | Todorov |

|                        |           |  |
| Moreno 26’ Rumenov 54’ | Marcatori |  |

| Arbitro: | Yordanov |

|                 |           |                                         |
| Aleksiev 90'+2’ | Marcatori | 12’ Galabov 32’ Vajushi 52’, 59’ Jordán |

| Arbitro: | Yordanov |

|            |           |  |
| Moreno 85’ | Marcatori |  |

| Dupnica 9 marzo 2015, ore 13:00 21ª giornata | Marek Dupnica | 0 – 0 referto | Liteks Loveč | Stadion Bonchuk (220 spett.)\| Arbitro: \| Pavlov \| |
| Arbitro:                                     | Pavlov        |               |              |                                                      |

| Arbitro: | Stavrov |

|                |           |  |
| Milanov 90'+1’ | Marcatori |  |

#### Poule scudetto

##### Girone di andata
| Sofia 22 marzo 2015, ore 15:15 1ª giornata | Lokomotiv Sofia | 0 – 0 referto | Liteks Loveč | Stadion Lokomotiv (310 spett.)\| Arbitro: \| Popov \| |
| Arbitro:                                   | Popov           |               |              |                                                       |

| Arbitro: | Todorov |

|  |           |           |
|  | Marcatori | 63’ Popov |

| Arbitro: | Manev |

|            |           |                    |
| Minčev 82’ | Marcatori | 63’ (rig.) Andonov |

| Arbitro: | Stoyanov |

|                                           |           |                   |
| Juninho Quixadá 38’ Moți 76’ Abalo 90'+3’ | Marcatori | 19’ Maars Johnsen |

| Arbitro: | Stavrov |

|                 |           |  |
| Moreno 19’, 37’ | Marcatori |  |

##### Girone di ritorno
| Loveč 3 maggio 2015, ore 20:00 6ª giornata | Liteks Loveč | 0 – 0 referto | Lokomotiv Sofia | Stadio municipale (950 spett.)\| Arbitro: \| Todorov \| |
| Arbitro:                                   | Todorov      |               |                 |                                                         |

| Arbitro: | Yordanov |

|           |           |  |
| Popov 64’ | Marcatori |  |

| Arbitro: | Taskov |

|                           |           |                  |
| Elias 2’, 82’ Zehirov 69’ | Marcatori | 9’ Maars Johnsen |

| Arbitro: | Yordanov |

|                                               |           |                               |
| Regula 48’ (rig.) Maars Johnsen 65’, 69’, 90’ | Marcatori | 6’ Misidjan 45'+1’ Marcelinho |

| Arbitro: | Popov |

|                                   |           |                   |
| Kukoč 34’ Marković 47’ Galčev 75’ | Marcatori | 74’ Maars Johnsen |

### Kupa na Bălgarija
| Arbitro: | Manev |

|                 |           |                               |
| Zlatinov 90'+2’ | Marcatori | 74’ (rig.) Vajushi 92’ Jordán |

| Arbitro: | Stoimenov |

|                                           |           |           |
| Božikov 35’ Moreno 82’ Vajushi 85’ (rig.) | Marcatori | 57’ Kirev |

| Arbitro: | Denev |

|  |           |                                     |
|  | Marcatori | 9’ Jordán 31’, 73’ Kolev 80’ Minčev |

| Loveč 4 marzo 2015, ore 17:30 Quarti di finale Andata | Liteks Loveč | 0 – 0 referto | Ludogorec | Stadio municipale (1.900 spett.)\| Arbitro: \| Todorov \| |
| Arbitro:                                              | Todorov      |               |           |                                                           |

| Arbitro: | Taskov |

|                                                                   |           |  |
| Djakov 12’ Fábio Espinho 27’ Barthe 62’ Misidjan 84’ Abalo 90'+2’ | Marcatori |  |

### Europa League
| Orhei 3 luglio 2014, ore 17:30 Primo turno di qualificazione Andata | Veris Chișinău | 0 – 0 referto | Liteks Loveč | District Sport Complex\| Arbitro: \| Žganec \| |
| Arbitro:                                                            | Žganec         |               |              |                                                |

| Arbitro: | Ardeleanu |

|                           |           |  |
| Mendy 27’ Jordán 63’, 74’ | Marcatori |  |

| Arbitro: | Panayi |

|  |           |                       |
|  | Marcatori | 83’ Nemeth 90’ Grumić |

| Arbitro: | Sivić |

|                      |           |                              |
| Gosztonyi 38’ (rig.) | Marcatori | 80’ Moreno 85’ (rig.) Jordán |

## Statistiche

### Statistiche di squadra
| Competizione      | Punti | In casa | In casa | In casa | In casa | In casa | In casa | In trasferta | In trasferta | In trasferta | In trasferta | In trasferta | In trasferta | Totale | Totale | Totale | Totale | Totale | Totale | DR  |
| Competizione      | Punti | G       | V       | N       | P       | Gf      | Gs      | G            | V            | N            | P            | Gf           | Gs           | G      | V      | N      | P      | Gf     | Gs     | DR  |
| ----------------- | ----- | ------- | ------- | ------- | ------- | ------- | ------- | ------------ | ------------ | ------------ | ------------ | ------------ | ------------ | ------ | ------ | ------ | ------ | ------ | ------ | --- |
| A PFG             | 54    | 16      | 12      | 2       | 2       | 30      | 9       | 16           | 4            | 4            | 8            | 19           | 27           | 32     | 16     | 6      | 10     | 49     | 36     | +13 |
| Kupa na Bălgarija | -     | 2       | 1       | 1       | 0       | 3       | 1       | 3            | 2            | 0            | 1            | 6            | 6            | 5      | 3      | 1      | 1      | 9      | 7      | +2  |
| Europa League     | -     | 2       | 1       | 0       | 1       | 3       | 2       | 2            | 1            | 1            | 0            | 2            | 1            | 4      | 2      | 1      | 1      | 5      | 3      | +2  |
| Totale            | -     | 20      | 14      | 3       | 3       | 36      | 12      | 21           | 7            | 5            | 9            | 27           | 34           | 41     | 21     | 8      | 12     | 63     | 46     | +17 |

### Statistiche dei giocatori
| Giocatore        | A PFG    | A PFG | A PFG       | A PFG      | Kupa na Bălgarija | Kupa na Bălgarija | Kupa na Bălgarija | Kupa na Bălgarija | Europa League | Europa League | Europa League | Europa League | Altre coppe | Altre coppe | Altre coppe | Altre coppe | Totale   | Totale | Totale      | Totale     |
| Giocatore        | Presenze | Reti  | Ammonizioni | Espulsioni | Presenze          | Reti              | Ammonizioni       | Espulsioni        | Presenze      | Reti          | Ammonizioni   | Espulsioni    | Presenze    | Reti        | Ammonizioni | Espulsioni  | Presenze | Reti   | Ammonizioni | Espulsioni |
| ---------------- | -------- | ----- | ----------- | ---------- | ----------------- | ----------------- | ----------------- | ----------------- | ------------- | ------------- | ------------- | ------------- | ----------- | ----------- | ----------- | ----------- | -------- | ------ | ----------- | ---------- |
| E. Aleksandrov   | 0        | -0    | 0           | 0          | 0                 | -0                | 0                 | 0                 | 0             | -0            | 0             | 0             |             |             |             |             | 0        | 0      | 0           | 0          |
| N. Bodurov       | 2        | 0     | 0           | 0          | -                 | -                 | -                 | -                 | 4             | 0             | 0             | 0             |             |             |             |             | 6        | 0      | 0           | 0          |
| P. Boumal        | 25       | 0     | 7           | 0          | 4                 | 0                 | 1                 | 0                 | 2             | 0             | 1             | 0             |             |             |             |             | 31       | 0      | 9           | 0          |
| V. Božikov       | 26       | 1     | 7           | 0          | 4                 | 1                 | 0                 | 0                 | 4             | 0             | 0             | 0             |             |             |             |             | 34       | 2      | 7           | 0          |
| M. Cvetanov      | 1        | 0     | 0           | 0          | -                 | -                 | -                 | -                 | 3             | 0             | 1             | 0             |             |             |             |             | 4        | 0      | 1           | 0          |
| A. Cvetkov       | 7        | 0     | 0           | 0          | 2                 | 0                 | 0                 | 0                 | 3             | 0             | 1             | 0             |             |             |             |             | 12       | 0      | 1           | 0          |
| K. Despodov      | 18       | 2     | 0           | 0          | 3                 | 0                 | 1                 | 0                 | 0             | 0             | 0             | 0             |             |             |             |             | 21       | 2      | 1           | 0          |
| P. Galabov       | 17       | 2     | 0           | 0          | 1                 | 0                 | 0                 | 0                 | 0             | 0             | 0             | 0             |             |             |             |             | 18       | 2      | 0           | 0          |
| A. Georgiev      | 2        | 0     | 0           | 0          | 0                 | 0                 | 0                 | 0                 | 0             | 0             | 0             | 0             |             |             |             |             | 2        | 0      | 0           | 0          |
| I. Goranov       | 12       | 0     | 1           | 0          | 4                 | 0                 | 0                 | 0                 | 0             | 0             | 0             | 0             |             |             |             |             | 16       | 0      | 1           | 0          |
| E. Grozev        | 0        | 0     | 0           | 0          | 0                 | 0                 | 0                 | 0                 | 0             | 0             | 0             | 0             |             |             |             |             | 0        | 0      | 0           | 0          |
| W. Jordán        | 19       | 9     | 2           | 0          | 3                 | 2                 | 1                 | 0                 | 4             | 3             | 0             | 0             |             |             |             |             | 26       | 14     | 3           | 0          |
| N. Kolev         | 20       | 0     | 5           | 0          | 3                 | 2                 | 0                 | 0                 | 2             | 0             | 0             | 0             |             |             |             |             | 25       | 2      | 5           | 0          |
| A. Konov         | 1        | -0    | 0           | 0          | 2                 | -1                | 0                 | 0                 | 0             | -0            | 0             | 0             |             |             |             |             | 3        | -1     | 0           | 0          |
| O. Kossoko       | 8        | 2     | 2           | 0          | 0                 | 0                 | 0                 | 0                 | 3             | 0             | 1             | 0             |             |             |             |             | 11       | 2      | 3           | 0          |
| B. Maars Johnsen | 13       | 6     | 3           | 0          | 2                 | 0                 | 0                 | 0                 | -             | -             | -             | -             |             |             |             |             | 15       | 6      | 3           | 0          |
| K. Malinov       | 30       | 2     | 10          | 1          | 4                 | 0                 | 0                 | 0                 | 1             | 0             | 0             | 0             |             |             |             |             | 35       | 2      | 10          | 1          |
| J. Mendy         | 15       | 0     | 3           | 0          | 1                 | 0                 | 0                 | 0                 | 4             | 1             | 1             | 0             |             |             |             |             | 20       | 1      | 4           | 0          |
| I. Milanov       | 14       | 2     | 2           | 0          | 4                 | 0                 | 0                 | 0                 | 0             | 0             | 0             | 0             |             |             |             |             | 18       | 2      | 2           | 0          |
| G. Minčev        | 11       | 3     | 0           | 0          | 1                 | 1                 | 0                 | 0                 | 1             | 0             | 0             | 0             |             |             |             |             | 13       | 4      | 0           | 0          |
| G. Minkov        | 0        | 0     | 0           | 0          | 0                 | 0                 | 0                 | 0                 | 0             | 0             | 0             | 0             |             |             |             |             | 0        | 0      | 0           | 0          |
| D. Moreno        | 29       | 10    | 6           | 0          | 5                 | 1                 | 1                 | 0                 | 3             | 1             | 0             | 0             |             |             |             |             | 37       | 12     | 7           | 0          |
| I. Munin         | 0        | 0     | 0           | 0          | 0                 | 0                 | 0                 | 0                 | -             | -             | -             | -             |             |             |             |             | 0        | 0      | 0           | 0          |
| A. Nedyalkov     | 21       | 0     | 5           | 0          | 4                 | 0                 | 0                 | 0                 | 2             | 0             | 1             | 0             |             |             |             |             | 27       | 0      | 6           | 0          |
| M. Orlinov       | 0        | -0    | 0           | 0          | 0                 | -0                | 0                 | 0                 | 0             | -0            | 0             | 0             |             |             |             |             | 0        | 0      | 0           | 0          |
| R. Pérez         | 13       | 0     | 3           | 0          | 2                 | 0                 | 1                 | 0                 | -             | -             | -             | -             |             |             |             |             | 15       | 0      | 4           | 0          |
| E. Petrov        | 1        | 0     | 0           | 0          | 0                 | 0                 | 0                 | 0                 | 0             | 0             | 0             | 0             |             |             |             |             | 1        | 0      | 0           | 0          |
| I. Pirgov        | 0        | -0    | 0           | 0          | 0                 | -0                | 0                 | 0                 | 2             | -0            | 0             | 0             |             |             |             |             | 2        | 0      | 0           | 0          |
| S. Popov         | 31       | 3     | 1           | 1          | 4                 | 0                 | 0                 | 0                 | 4             | 0             | 0             | 0             |             |             |             |             | 39       | 3      | 1           | 1          |
| P. Regula        | 12       | 1     | 2           | 0          | 1                 | 0                 | 0                 | 0                 | -             | -             | -             | -             |             |             |             |             | 13       | 1      | 2           | 0          |
| R. Rumenov       | 26       | 1     | 5           | 1          | 4                 | 0                 | 1                 | 0                 | 4             | 0             | 0             | 0             |             |             |             |             | 34       | 1      | 6           | 1          |
| A. Vajushi       | 15       | 2     | 0           | 0          | 2                 | 2                 | 0                 | 0                 | -             | -             | -             | -             |             |             |             |             | 17       | 4      | 0           | 0          |
| Vinícius         | 31       | -36   | 2           | 0          | 3                 | -6                | 1                 | 0                 | 2             | -3            | 0             | 0             |             |             |             |             | 36       | -45    | 3           | 0          |
| P. Zlatinov      | 3        | 1     | 0           | 0          | 2                 | 0                 | 0                 | 0                 | 3             | 0             | 0             | 0             |             |             |             |             | 8        | 1      | 0           | 0          |